# Mingus in Europe Volume I
| Recensione | Giudizio |
| ---------- | -------- |
| AllMusic   | [ 1 ]    |

Mingus in Europe Volume I è un album discografico a nome di Charles Mingus Quintet Featuring Eric Dolphy, pubblicato dall'etichetta discografica Enja Records nel 1979.
Il brano Starting è una variazione sul tema di I Can't Get Started.

## Tracce
Lato A
1. Fables of Faubus – 22:40 (Charles Mingus)

Lato B
1. Fables of Faubus (Continued) – 14:51 (Charles Mingus)
2. Starting – 7:23 (Eric Dolphy)

Edizione CD del 1988, pubblicato dalla Enja Records (3049-45)
1. Fables of Faubus – 37:31 (Charles Mingus)
2. Starting – 7:23 (Eric Dolphy)
3. Meditations – 22:34 (Charles Mingus)

## Formazione
- Charles Mingus - contrabbasso
- Eric Dolphy - flauto, clarinetto basso
- Clifford Jordan - sassofono tenore
- Jaki Byard - pianoforte
- Dannie Richmond - batteria

Note aggiuntive
- Album prodotto da Enja (Horst Weber)
- E. Dieter Fränzel/Zeitkunst Gesellschaft - produttori concerto
- Registrato dal vivo al Wüppertal Townhall di Wüppertal, Germania il 26 aprile 1964
- Günter Schütte - ingegnere delle registrazioni
- Ringraziamenti speciali a: I. Schuh, E.A. Schüt, R. Blome, B. Krömmelbein, K. Revermann, P. Brötzmann per la promozione di questo concerto
- Giuseppe Pino - fotografia
- Roberto Polillo - fotografia (retrocopertina)[2]